# Préaux-du-Perche
Préaux-du-Perche ist eine Commune déléguée in der französischen Gemeinde Perche en Nocé mit 508 Einwohnern (Stand: 1. Januar 2022) im Département Orne in der Region Normandie. Die Einwohner werden Préaliens genannt.
Die Gemeinde Préaux-du-Perche wurde am 1. Januar 2016 mit Saint-Aubin-des-Grois, Colonard-Corubert, Dancé, Saint-Jean-de-la-Forêt, Nocé, Colonard-Corubert zur Commune nouvelle Perche en Nocé zusammengeschlossen. Sie hat seither den Status einer Commune déléguée.

## Geographie
Préaux-du-Perche liegt im Regionalen Naqturpark Perche, acht Kilometer westlich von Nogent-le-Rotrou und etwa 47 Kilometer ostsüdöstlich von Alençon und etwa 24 Kilometer südsüdöstlich von Mortagne-au-Perche am Flüsschen Erre.

## Bevölkerungsentwicklung
| Jahr                       | 1962 | 1968 | 1975 | 1982 | 1990 | 1999 | 2006 | 2013 |
| Einwohner                  | 566  | 564  | 512  | 459  | 489  | 541  | 559  | 543  |
| Quellen: Cassini und INSEE |      |      |      |      |      |      |      |      |

## Sehenswürdigkeiten

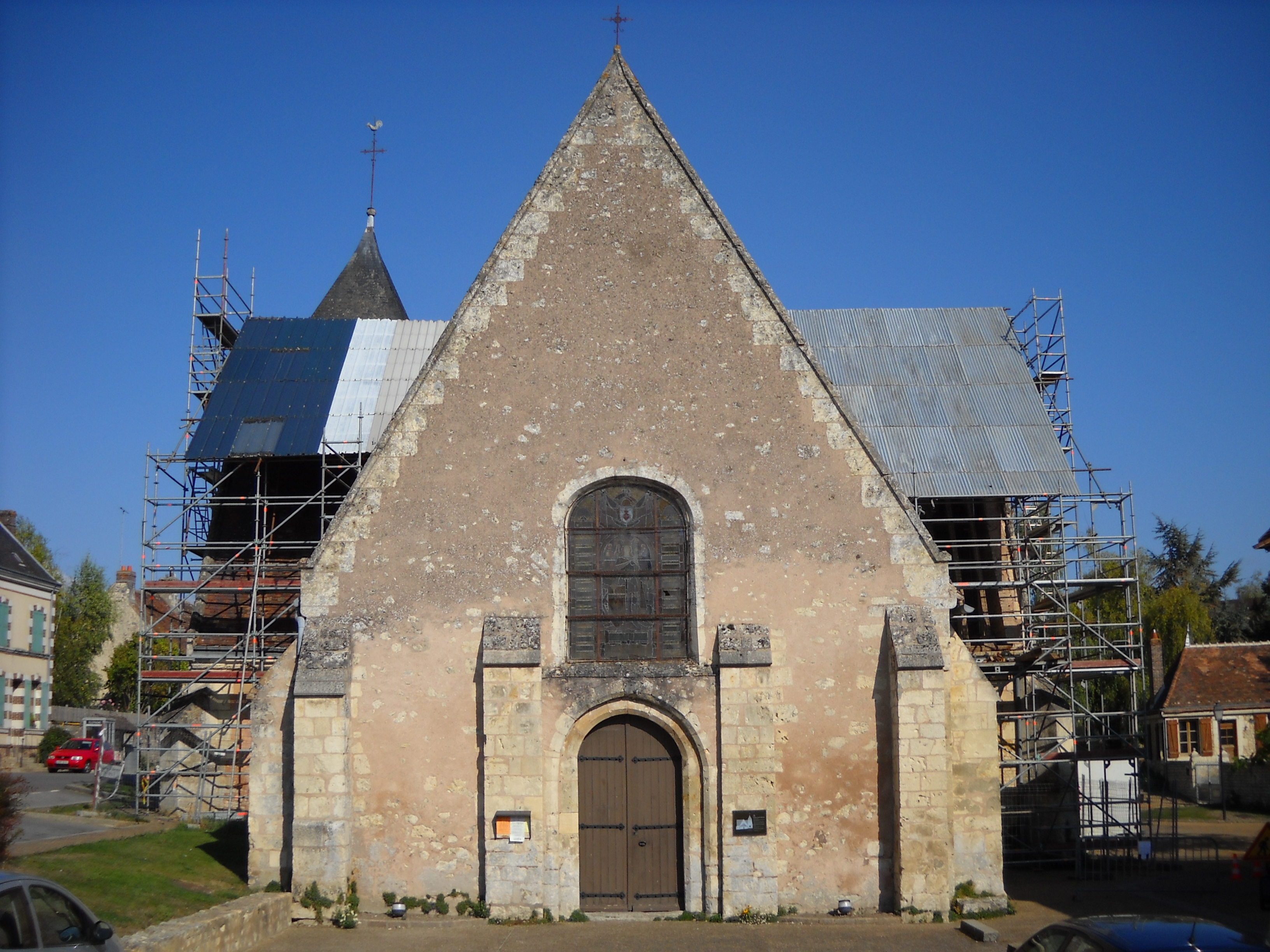
Kirche Saint-Germain

- Kirche Saint-Germain aus dem 13. Jahrhundert, Monument historique
- Pfarrhaus aus dem 18. Jahrhundert
- Herrenhaus La Lubinière aus dem 15. Jahrhundert, Monument historique
- Herrenhaus La Taranière, Monument historique
- Französischer Garten
- Wasserturm
- Lavoir

## Persönlichkeiten
- Piero Heliczer (1937–1993), italienischer Filmemacher, hier verstorben